# Кеширлик
Кеширлик, още Кешерлик или Кишерлик (на турски: Kocayazı), е село в околия Ковчас, вилает Лозенград, Турция.

## География
Селото се намира в близост до българо-турската граница, 35 км северно от Лозенград.

## История
В XIX век Кеширлик е българско село в Лозенградска кааза на Одринския вилает на Османската империя. Според „Етнография на вилаетите Адрианопол, Монастир и Салоника“, издадена в Константинопол в 1878 година и отразяваща статистиката на населението от 1873 година, Кишерлик (Kicherlik) има 72 домакинства и 112 жители мюсюлмани и 240 българи.
Според статистиката на професор Любомир Милетич в 1912 година в селото живеят 55 български екзархийски семейства.
Българското население на Кеширлик се изселва след Междусъюзническата война в 1913 година. От тях 17 семейства (94 души) се заселват в Бургаска околия и 12 семейства (53 души) в Къзълагачка (Елховска).

## Личности
Родени в Каширлик
- Павел Иванов (1877 - ?), участник в Илинденско-Преображенското въстание в Одринско с четата на Кръстьо Българията[4]